# Scaphidium quadrimaculatum
|           |               |            |               |         |
| Oberseite | Vorderansicht | Unterseite | Seitenansicht | Paarung |

Scaphidium quadrimaculatum ist ein Käfer aus der Unterfamilie der Kahnkäfer (Scaphidiinae). Die Art ist der einzige Vertreter der Gattung Scaphidium in Europa. Sie ist auch unter dem Trivialnamen Vierfleckiger Kahnkäfer bekannt.

## Merkmale
Die Käfer erreichen eine Körperlänge von 4,5 bis 6 Millimetern. Ihr schwarz glänzender Körper ist breit, kurz und hat eine ovale Form. Der Halsschild läuft nach vorn konisch zu, die Seiten sind nicht eingeschnürt. Er hat vor der Basis eine grob punktförmig strukturierte, quere Bogenlinie und ist davor sehr fein punktiert. Die Deckflügel tragen je zwei rote Querflecken und sind ansonsten fein verworren punktförmig skulpturiert. Basal liegt eine nach außen verkürzte Querlinie, die grob punktiert ist. Der Kopf ist fast glatt. Die Flügeldeckennaht ist tief eingedrückt. Die Schienen (Tibien) sind sehr schwach gebogen.

## Vorkommen und Lebensweise
Die Art kommt in Europa im Norden bis England, Dänemark, Süd- und Mittelschweden, Südfinnland und Karelien vor. Die südliche Verbreitung reicht bis in den Süden Frankreichs, Italien und die Balkanhalbinsel. Die Art ist im Norden Mitteleuropas eher selten, im Westen und Süden häufiger. In Österreich ist die Art häufig. Man findet die Tiere an Holz mit Pilzbefall, abgestorbenen Bäumen, faulenden und verpilzten Ästen am Boden, an Baumschwämmen und im Moos und der Bodenstreu, oft gemeinsam mit Kreuzbinden-Pilzkäfern. Sehr selten kann man sie auch an faulendem Laub und an Röhrenpilzen antreffen.